# Geografia economica

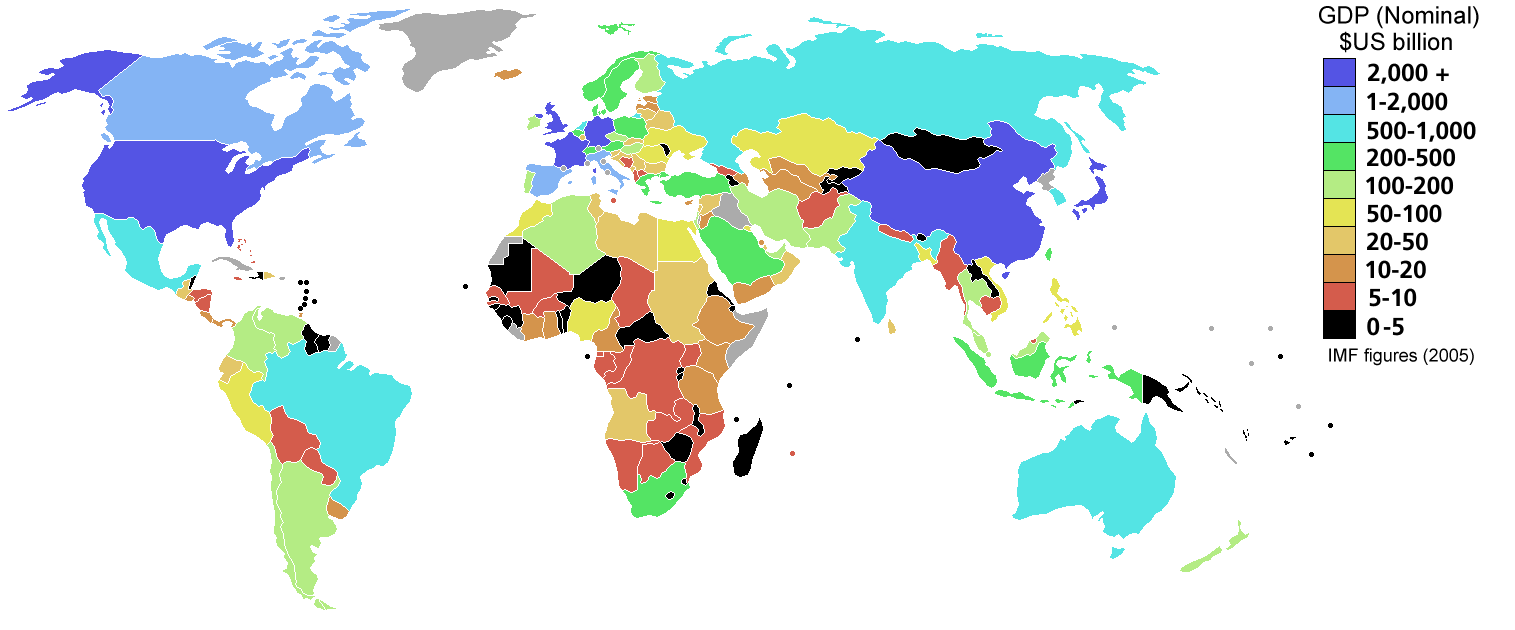
Paesi in base al PIL nominale (IMF 2006)

I principali paesi industrializzati del pianeta (G20)

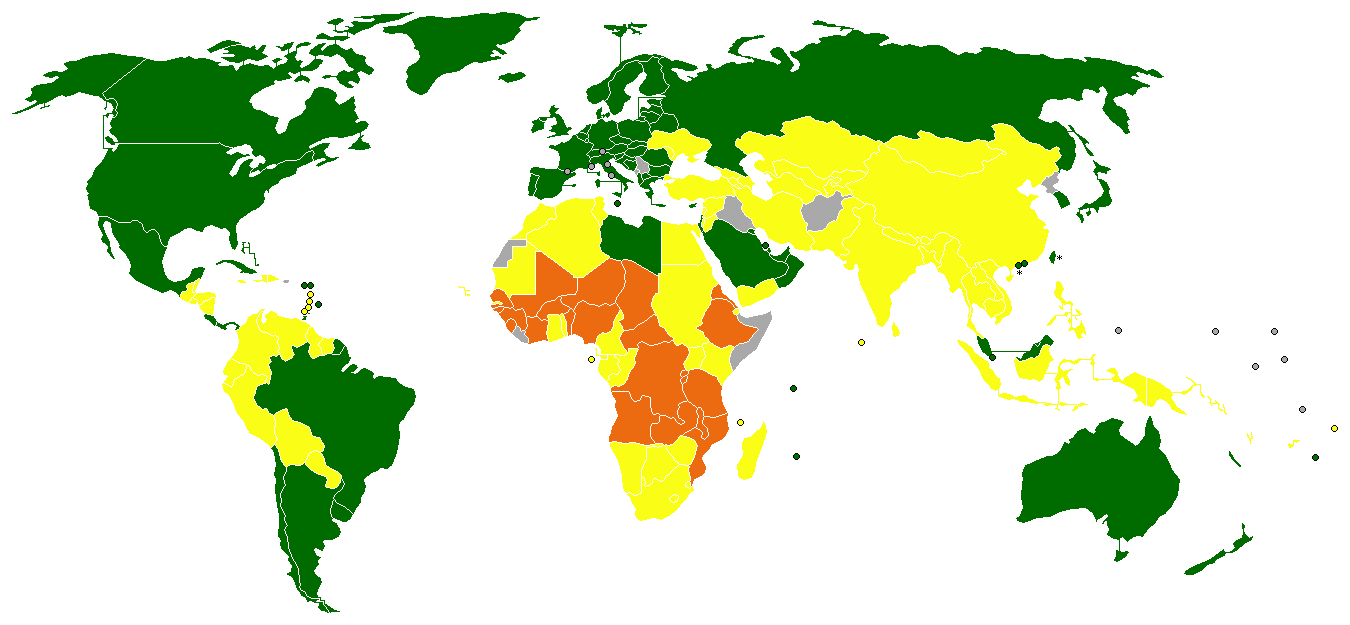
Carta del mondo a colori indicante l'Indice di sviluppo umano (stima 2003). Le nazioni di colore giallo/arancione mostrano uno sviluppo umano medio, quelli di colore rosso uno sviluppo umano basso.

La geografia economica è una sottodisciplina della geografia, che analizza le connessioni economiche globali, occupandosi di fenomeni come la macroeconomia, la globalizzazione, o di entità sovranazionali come l'ASEAN, il MERCOSUR, l'Unione europea, il NAFTA, l'APEC, l'EFTA, l'ALCA, l'OPEC. 
Rispetto alla geografia classica, quella economica approfondisce questioni che dalla prima vengono soltanto sfiorate: l'economia, la geopolitica, le dinamiche socio-economiche, l'andamento dei settori primario, secondario, terziario e quaternario, i flussi di persone, capitali, beni ed informazioni, la differenza tra Nord e Sud e le più moderne tendenze in atto vedendo le trasformazioni anche da un punto di vista storico.

## Lo spazio geografico e lo spazio economico

### Le relazioni geografico-spaziali
Lo spazio geografico è un artificio mentale: se da esso isoliamo le relazioni spaziali che riguardano l'economia, otteniamo "lo spazio economico". Possiamo classificare le relazioni spaziali in: relazioni verticali, se connettono i soggetti economici con le caratteristiche proprie dei diversi luoghi; relazioni orizzontali, se hanno per oggetto lo scambio, movimenti di persone, informazioni e capitali.

### Struttura e organizzazione del territorio
Le localizzazioni sono dunque legate tra loro da specifiche interazioni (orizzontali) e da relazioni (verticali) con il territorio in cui risiedono. A loro volta, le diverse strutture territoriali, legate tra loro da relazioni orizzontali, formano quella che viene detta organizzazione territoriale. Nella localizzazione dei fatti economici i legami orizzontali e verticali interagiscono e si condizionano a vicenda. Quindi, l'economia di un territorio, tenute costanti tutte le altre condizioni, dipende dall'ordine spaziale degli impianti, della produzione e degli scambi. Le strutture territoriali e la loro organizzazione sono quindi l'oggetto principale della geografia economica e nell'analizzarle vengono considerati tre ordini di fatti: le differenti condizioni naturali; le condizioni ereditate dal passato; l'organizzazione attuale.

### L'ordine spaziale come valore economico

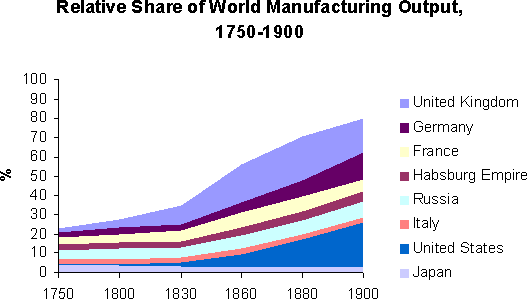
Il tasso di sviluppo industriale a seguito della rivoluzione industriale

Nelle società pre-mercantili e pre-industriali il valore del territorio dipendeva essenzialmente dalla sua attitudine a soddisfare i consumi locali e non aveva importanza se il terreno poteva produrre di più. Questo rapporto tra umani e territorio mutò quando si svilupparono i rapporti commerciali a vasto raggio. Il suolo, da semplice bene di uso comune di tutto il gruppo, divenne allora un bene di chi, possedendo il capitale, poteva acquisirne la proprietà per accrescere il capitale stesso. Questo processo diede inizio alla società capitalistica per cui il valore del suolo se prima era legato alla maggiore o minore fertilità del territorio, ora iniziava a dipendere sempre più dalla sua posizione. Anche la scelta del tipo di coltivazione non sarebbe più dipesa dai bisogni del consumo locale, ma dal valore commerciale. Ma il capitalismo agrario ha dei limiti dovuti all'impossibilità di produrre oltre una certa quota. Questi limiti furono superati quando il meccanismo di accumulazione capitalistica di mercato si applicò all'industria. Qui l'aumento della produttività del lavoro umano sembrava non trovare alcuna limitazione. Il modo di produrre capitalistico-industriale ebbe come principale conseguenza la concentrazione dello sviluppo economico in pochi paesi e in poche aree centrali, mentre il resto dello spazio economico restava più o meno arretrato. Le economie di scala infatti determinano un aumento degli investimenti laddove ce ne sono già stati, in un circolo virtuoso.

### Le economie esterne
I vantaggi che l'imprenditore capitalista ottiene localizzando le sue attività economiche in determinati luoghi e condizioni ambientali vengono definiti economie esterne o esternalità in quanto sono effetti utili che si possono ricevere solo dall'esterno se si localizza laddove sono presenti certe condizioni (strada, ecc). L'esistenza di tali condizionamenti territoriali sulla produttività delle imprese venne riconosciuta già nel 1890 da Marshall. Le economie esterne possono essere naturali, derivanti dall'attività umana (infrastrutture), o possono anche derivare da un effetto collaterale del mercato  (economie di agglomerazione). La vicinanza di più imprese infatti può generare economie di scala e risparmi di costi. È quanto si è verificato in Italia in aree industriali come Torino e Milano. Le economie di agglomerazione sono una parte delle esternalità delle economie di urbanizzazione, le quali derivano da: opere di urbanizzazione primaria; facilità di scambi di merci; formazione di un mercato sempre più vasto; presenza di servizi pubblici necessari; sviluppo parallelo dei servizi privati per le famiglie e per le imprese. L'amministrazione pubblica possiede un certo margine di potere nel favorire alcuni di questi fattori.

### Le infrastrutture e la socializzazione capitalistica della produzione
Le infrastrutture sono quelle condizioni artificiali realizzate sul territorio mediante la spesa pubblica. Esse si possono dividere in: Infrastrutture materiali o tecniche; infrastrutture sociali; infrastrutture economiche; infrastrutture dell'informazione e della ricerca. Inoltre esse presentano le seguenti caratteristiche: sono strutture territoriali; sono beni non escludibili; sono sovente indivisibili; non danno profitti diretti ma generano solo economie esterne. Nello spazio geografico dunque l'economia di mercato funziona per mezzo del suo contrario, cioè di "non merci". Tale forma di socializzazione collettiva, parrebbe opposta al principio capitalistico, ma di fatto si tratta di una socializzazione capitalistica in quanto non si oppone al sistema di mercato, anzi è conforme alle sue esigenze.

### La posizione come valore di mercato
Il sistema capitalistico trova il modo di far pagare le economie esterne benché esse non siano merci. Infatti ogni porzione di suolo ha un valore diverso a seconda della sua posizione, ovvero delle economie esterne che offre a chi vi si localizza. Nelle aree rurali il valore di un terreno è valutato soprattutto in base alle sue caratteristiche naturali, nelle aree urbane, al contrario, un suolo è valutato soprattutto in base alla sua posizione. Inoltre la domanda dell'uso del suolo aumenta continuamente nel tempo e chi ne è proprietario si trova in una posizione tendenzialmente monopolistica.

### Locale e globale
Le economie esterne prodotte da un'infrastruttura danno vantaggi a chi si localizza vicino ad essa. In altri casi si tratta di relazioni verticali che legano certe localizzazioni ai caratteri specifici di certi luoghi. Il termine globale, in geografia, indica quelle relazioni orizzontali che si estendono su tutta la superficie terrestre; sono invece locali le relazioni che interessano solo una porzione del globo. Un tempo i circuiti di produzione e dello scambio di beni si svolgevano prevalentemente su scale locali, mentre a livelli territoriali superiori circolavano pochi beni "rari". A partire dall'età moderna  in seguito alla scoperta dell'intero globo, si fecero sempre più frequenti gli scambi su scala planetaria. Ad oggi infatti le relazioni si sono talmente intensificate da aver superato ormai ogni confine fisico, culturale o politico.

### Forme e squilibri della globalizzazione
La globalizzazione si caratterizza soprattutto per la varietà e interdipendenza reciproca. La globalizzazione tecnologico-economica riguarda ormai tutte le fasi del circuito economico: dallo sfruttamento delle risorse alla trasformazione manifatturiera, alla distribuzione. Le dimensioni del fenomeno infatti sono tali che nessun operatore economico e nessuno stato è in grado di controllarli. Si sono formate così reti globali di imprese che cooperando su scala mondiale, connettono tra loro le migliaia di luoghi in cui sono insediate. Ci si trova quindi in una situazione di potenziale concorrenza tra tutti i luoghi della terra. Altri aspetti della globalizzazione riguardano il sapere tecnico-scientifico e ambientale, temi che riguardano contemporaneamente tutta l'umanità. Vi è anche un aspetto culturale da non trascurare, per cui si assiste a una mondializzazione della cultura a scapito delle realtà più piccole. Infine vi è anche una globalizzazione geopolitica e geostrategica che consiste nella crescente e immediata interdipendenza delle decisioni e degli avvenimenti politici di ogni parte del globo. Vi è invece un sostanziale ritardo nella globalizzazione delle istituzioni che appaiono ancora molto radicate su scala locale.

## La regione geografica

### L'organizzazione regionale
L'insieme di relazioni orizzontali e verticali copre tutta la superficie terrestre. Addensamenti, concentrazioni, rarefazioni, discontinuità, dividono e articolano lo spazio geo-economico in regioni. Per definire una regione occorrono tre requisiti: Insieme di luoghi contigui; caratteristiche comuni tra loro; in basi a tali caratteristiche si osserva una differenziazione dai luoghi circostanti. In base alla dimensione si distingue un livello microregionale (uno o pochi comuni); mesoregionale (dimensioni comprensoriali, provinciali e regionali in senso stretto); macroregionale(insieme di regioni politiche, paesi); megaregionali (continentali o intercontinentali). In ogni caso lo spazio di una regione è un'astrazione mentale quindi muta in base ai fenomeni che si vogliono tenere in considerazione.

### Tipi tematici di regione
I tipi di regione più importanti sono: 
- La regione politico-amministrativa;
- la regione naturale;
- la regione storica e/o culturale;
- la regione economica.

### Le regioni economiche formali e funzionali
Le regioni si definiscono formali quando sono individuate in base ad attributi omogenei che le identificano e le differenziano dalle regioni circostanti. Sono invece regioni funzionali quelle individuate in base alle relazioni orizzontali che si estendono in uno spazio. Queste ultime si distinguono tra monocentriche o policentriche. Infine una regione formale che si collega a una funzionale forma una regione complessa. Un esempio tipico è la regione programma, che in base alle caratteristiche di un territorio, si propone di realizzare alcuni interventi su scala regionale.

### Strutture regionali gerarchiche e polarizzate
La disposizione territoriale dei servizi non è casuale. Lo spazio infatti è gererchizzato, per cui i singoli centri (località centrali) servono ciascuno un'area a loro circostante. Nella teoria quindi lo spazio tra i centri urbani avrebbe distanze uguali, ma questo non si verifica nella realtà perché lo spazio geografico è differenziato dalla natura e dalla storia. I fenomeni di squilibrio sono determinati soprattutto dai processi di agglomerazione per cui le attività tendono a localizzarsi l'una vicina alle altre. Uno sviluppo regionale di questo tipo è detto polarizzato. La struttura polarizzata crea squilibrio territoriale tra la regione centrale polarizzante e le regioni periferiche. Un esempio di questo squilibrio è rappresentato dal pentagono Londra, Parigi, Milano, Monaco e Amburgo. Tuttavia la polarizzazione produce anche effetti nefasti al territorio naturale e culturale pertanto in alcuni casi si verificano processi di depolarizzazione..

### Deconcentrazione e nuove strutture regionali a rete
Le strutture regionali polarizzate tipiche sono quelle sviluppatesi nella prima parte del Novecento con l'avvento dell'industria manifatturiera. Invece, nella seconda metà del Novecento, i paesi di vecchia industrializzazione furono investiti da processi di frazionamento e decentramento delle aree produttive. In questa fase nasce un nuovo tipo di struttura regionale che prende il nome di struttura a rete e che distribuisce le varie attività in centri minori.  Le strutture reticolari sembrano oggi le più adatte a favorire lo sviluppo delle aree forti.

### I sistemi territoriali locali
Uno degli effetti della globalizzazione è la competizione tra i vari territori. Tale competizione riguarda soggetti privati, pubblici e misti che insieme formano una rete locale che si comporta come un attore collettivo. Si realizza qui il concetto di Milieu territoriale, che rappresenta una specie di patrimonio comune di un'area (quindi le potenzialità naturali, economiche e sociali) su cui una comunità può basarsi per creare sviluppo. L'esempio più tipico è il distretto industriale.

### Reti globali e sistemi locali nei processi di sviluppo
Il principale effetto territoriale della globalizzazione è la tendenza a ricostruire le unità territoriali esistenti a livelli diversi ad esempio dalla città alla metropoli, dal sistema locale alla macroregione. Quest'opera di costruzione non prescinde dall'esistenza di reti globali i cui flussi e i cui nodi sfuggono ad ogni controllo territoriale diretto. Tuttavia le regioni possono virtuosamente cogliere tali reti attraverso lo svolgimento di una funzione di intermediazione attiva tra le condizioni del milieu locale e le reti globali. In questo modo la regione non subirà passivamente gli effetti delle reti globali e potrà invece porre le basi per un ulteriore sviluppo. L'esempio più tipico sono i piani strategici.

### Le regioni periferiche e la destrutturazione territoriale nel sud del mondo

La suddivisione geopolitica Nord - Sud come oggi è considerata

Il passaggio da strutture territoriali gerarchizzate a strutture reticolari riguarda le aree più sviluppate dei paesi industrializzati. Tuttavia, alcune aree sono rimaste emarginate da questo sistema, generando così periferie (Scozia, Sud Italia, Sud del mondo ecc). La posizione di dipendenza di tali aree si concretizza in primo luogo con l'emigrazione della popolazione.

## Economia e ambiente naturale

### L'ambiente, gli ecosistemi, il geosistema
Per ambiente si intende il sistema di relazioni che intercorrono tra esseri umani, altri esseri viventi e mondo inorganico. Queste relazioni fanno quindi capo a componenti biotici e abiotici. L'ecologia studia l'ecosistema terrestre che si può suddividere in diversi sotto-insiemi (ecosistemi regionali). L'intero pianeta funziona come un sistema ed è detto geosistema. Esso si comporta come un sistema aperto nel senso che esso riceve stimoli sia interni che esterni e si mantiene in equilibrio grazie ad una serie di cicli.

### Il problema ecologico

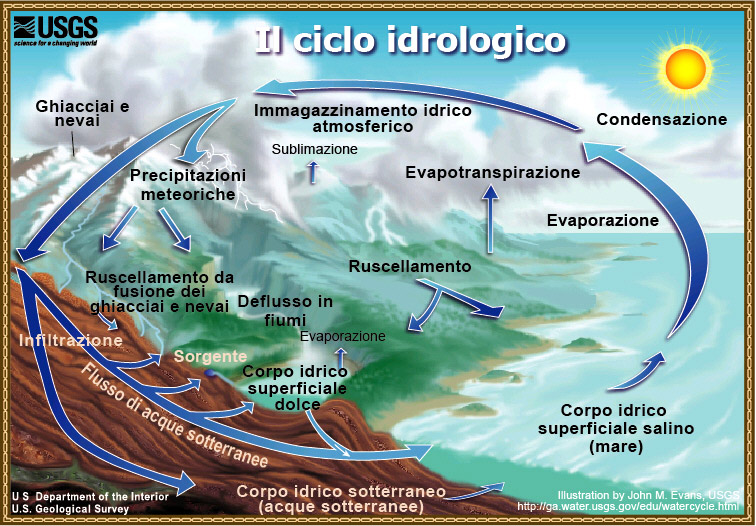
Il movimento dell'acqua intorno, al di sopra e attraverso la Terra è chiamato ciclo dell'acqua.

Gli esseri umani, in quanto organismi viventi, dipendono dagli ecosistemi entro cui si trovano ad operare. Allo stesso modo l'ambiente naturale non esercita un ruolo passivo, ma fornisce tutta una serie di servizi naturali che hanno una funzione determinante per la sopravvivenza della specie umana e delle altre. Tali servizi principali sono: L'energia solare; la decomposizione; la regolazione dei gas atmosferici; la regolazione del clima; il ciclo dell'acqua; il controllo biologico di malattie e parassiti. Anche il sistema economico è un sottosistema dell'ecosistema terrestre. Esso alimenta una circolazione di materia, energia, e informazione tendendo però alla modificazione del sistema naturale. Questo genera il cosiddetto problema ecologico che ha assunto dimensioni sempre più globali a partire dalla rivoluzione industriale. Inoltre va ricordato che gli equilibri del geosistema non sono mai completamente stabili, essi danno infatti luogo a continue oscillazioni che oggi assumono una pericolosità maggiore a causa di due motivi principali: con l'aumento della densità e della complessità territoriale per cui è aumentata la vulnerabilità delle persone; l'umanità modificando sempre di più il sistema terrestre, ha generato diverse alterazioni le cui alcune sono reversibili, ma altre irreversibili. Risulta quindi importante considerare la differenza dei tempi quali: geologici (miliardi di anni); biologici (milioni di anni); economici (pochi anni). È fondamentale quindi che gli scarti locali e temporali rimangano nei limiti compatibili con il mantenimento della vita e di quella umana in particolare. Oggi tale rischio è attuale in quanto oltre il 60% del pianeta è soggetto a sfruttamento non sostenibile.

### Le cause economiche del problema
In un sistema economico i risultati dipendono dalla produttività dei fattori, cioè dal rapporto tra quantità dei beni e servizi prodotti e le corrispondenti quantità di fattori impiegati. I fattori originari sono la terra (insieme di risorse) e il lavoro (umano). La storia dei rapporti tra uomo e ambiente è caratterizzato dal continuo aumento dello sfruttamento del fattore terra (minore lavoro umano e più energia naturale). Questa tendenza ebbe una accelerazione enorme dopo la rivoluzione industriale. Si spiega così il fatto che oggi ogni abitante della terra, pur lavorando mediamente meno che in epoca pre-industriale, ha in media a sua disposizione una maggiore quantità di beni e servizi e una minore disponibilità di riserve naturali. Il sistema economico attuale non è normalmente in grado di registrare ne di riequilibrare efficacemente questa progressiva perdita di produttività del sistema terrestre. Teoricamente sarebbe quindi necessaria una diminuzione dei consumi da parte della fascia ricca della popolazione e al contrario un aumento da parte di quella povera attualmente sotto i livelli di povertà. Nella realtà avviene il contrario. Appare dunque necessario adottare dei correttivi razionali.

### Le alterazioni dell'ecosistema
Ciò che produce un vantaggio economico nel breve periodo può produrre gravi danni ambientali nel lungo periodo. Gli squilibri locali possono inoltre facilmente ingigantirsi a livello globale. Per questo motivo il problema ecologico non è più competenza di politiche statali, ma di accordi internazionali. Con le prime concentrazioni urbane e poi con l'avvento delle industrie e della civiltà dei consumi si sono prodotti un numero elevatissimo di rifiuti molti dei quali non riciclabili naturalmente. Inoltre gli scarti umani possono generare una serie di reazioni a catena che poi si propagano su diversi territori, come le polveri sottili e le scorie radioattive. Tra le alterazioni dell'ecosistema che superano la soglia della reversibilità vi è inoltre la perdita di diversità biologica o biodiversità.

### L'impronta ecologica
Per valutare il problema dei consumi si ricorre a vari metodi di calcolo tra cui l'impronta ecologica. Si tratta di calcolare l'area del fattore terra e di mare necessaria ad una comunità per produrre tutte le risorse che consuma e per assorbire i rifiuti che produce. Il risultato diviso per il numero di abitanti fornisce l'impronta ecologica media di quella popolazione. (quella italiana è di 3,8 contro una disponibilità reale del 1,06; dunque consumiamo circa 3 volte quello che ci spetterebbe).

### L'effetto serra e il cambiamento climatico globale

Schema illustrativo dei principali fattori che provocano i mutamenti climatici terrestri; in particolare, l'attività industriale e le variazioni dell'attività solare sono i più importanti.

Il geosistema è un insieme di oggetti e fenomeni legati tra loro da flussi di materia ed energia che funzionano come un unico sistema, nell'ambito del quale un'azione locale può avere ripercussioni sull'intero pianeta. Lo squilibrio ambientale che crea le maggiori preoccupazioni a livello globale e che attualmente viene più studiato è quello dell'effetto serra per cui l'aumento eccessivo di taluni gas tende a far aumentare la temperatura terrestre in maniera anomala con gravissime conseguenze.

### Lo sviluppo sostenibile
Per sviluppo sostenibile si intende quel tipo di sviluppo che soddisfi i bisogni del presente senza compromettere la capacità delle generazioni future di soddisfare i propri. Implica inoltre uno sviluppo che tenga conto non solo del reddito economico, ma anche della qualità dell'ambiente e quindi della vita. Esso si basa su tre principi fondamentali: L'integrità del sistema; l'efficienza economica; l'equità sociale (intragenerazionale e intergenerazionale). Vi sono due interpretazioni di sviluppo sostenibile nelle società attuali, una più debole che si propone di continuare l'attuale sfruttamento della natura ma con la compensazione di interventi mirati ad opera dell'uomo (come il rimboschimento). L'altra più decisa vorrebbe lasciare l'intero stock di risorse attualmente esistenti, alle generazioni future.

### Le forme della sostenibilità
Schematizzando si possono individuare i seguenti aspetti, tutti presenti nel concetto di sviluppo sostenibile: 
- Sostenibilità ambientale;
- Sostenibilità economica;
- Sostenibilità demografica;
- Sostenibilità sociale;
- Sostenibilità geografica;
- Sostenibilità culturale.

### L'industria ecologica
Il degrado ambientale ha dato luogo al nascere di un nuovo mercato. Le risorse naturali infatti sono diventate delle merci (come l'acqua). Si sono così diffuse le attività legate all'ecobusiness (smaltimento rifiuti, decontaminazione, protezione ambientale ecc). Tali attività si presentano ormai come indispensabili, ma esse generano anche un effetto perverso che tende a far perpetuare le distruzioni ambientali.

### Sostenibilità: interventi a livello globale e locale
La prima conferenza mondiale dell'ONU sui problemi dell'ambiente si tenne a Stoccolma nel 1972. In quella occasione i paesi meno avanzati si vedevano chiedere sacrifici pur avendo contribuito in minima parte agli squilibri e senza averne avuto particolari vantaggi. In ogni caso prevalse il concetto di riparazione invece di quello della prevenzione. Nel 1992 la conferenza di Rio de Janeiro mise in evidenza la necessità di ripensare quale poteva essere un tipo di sviluppo che permettesse l'accesso alle risorse da parte di tutti i popoli e una riduzione degli squilibri ecologici ed economici a livello internazionale. L'Agenda 21 è nota perché stabilì un elenco dei principali problemi per i quali è necessaria un'azione comune a livello internazionale: consumi; distribuzione del reddito; sostenibilità dell'agricoltura; protezione delle foreste; conservazione del patrimonio genetico; aiuti ai paesi poveri; gestione delle acque; regolazione delle emissioni gassose. Il limite di tale provvedimento fu che non postulava nessun tipo di obbligo preciso ne alcuna sanzione per i paesi sottoscrittori. Nel 1997 a Kyoto vi fu la stesura del protocollo di Kyōto il quale impegnava i paesi firmatari a ridurre le emissioni dei principali gas serra

## La popolazione

Aumento della popolazione 10,000 a.C. – 2000 d.C.

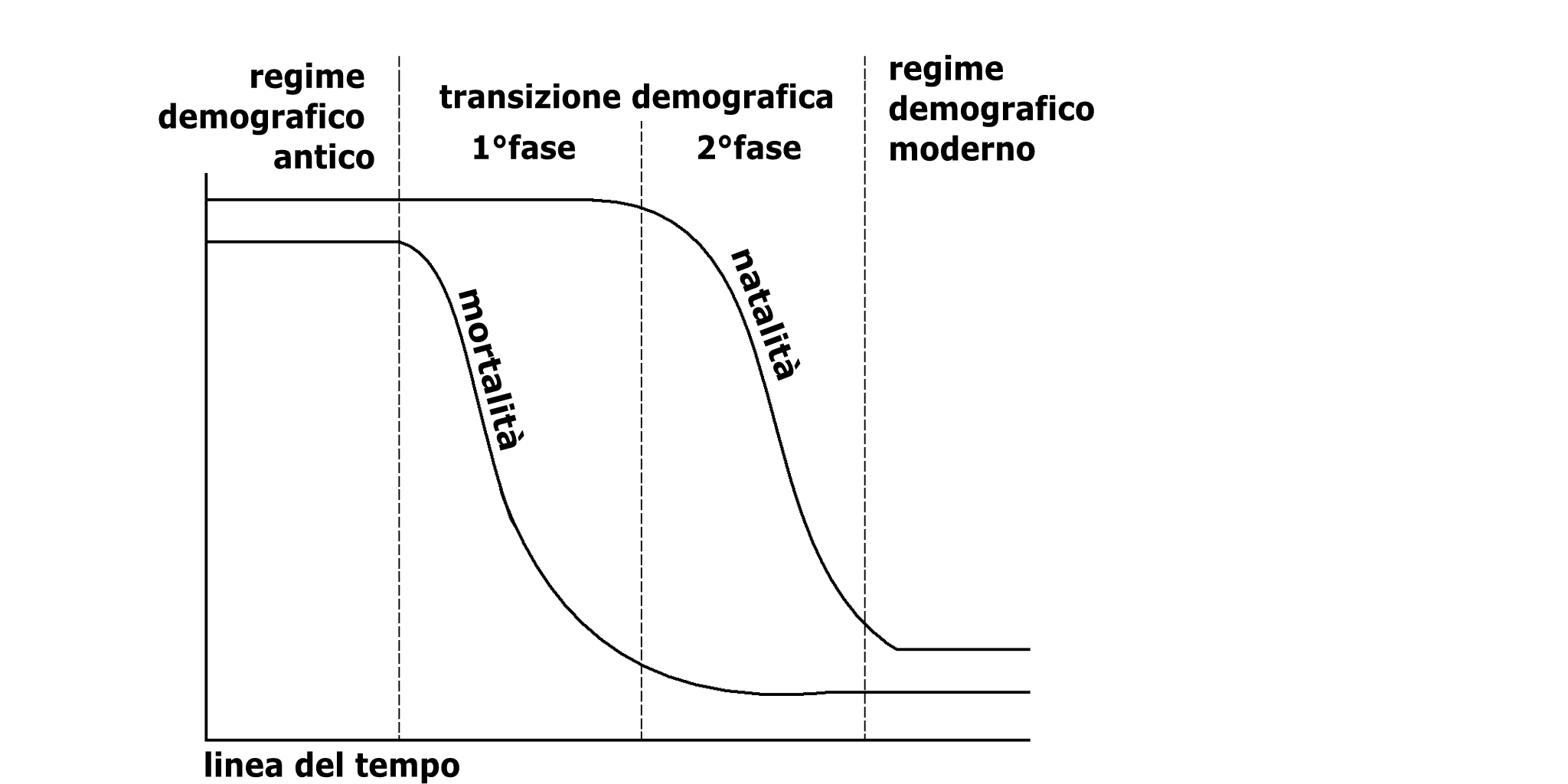
Un modello di Schema rappresentativo della transizione demografica

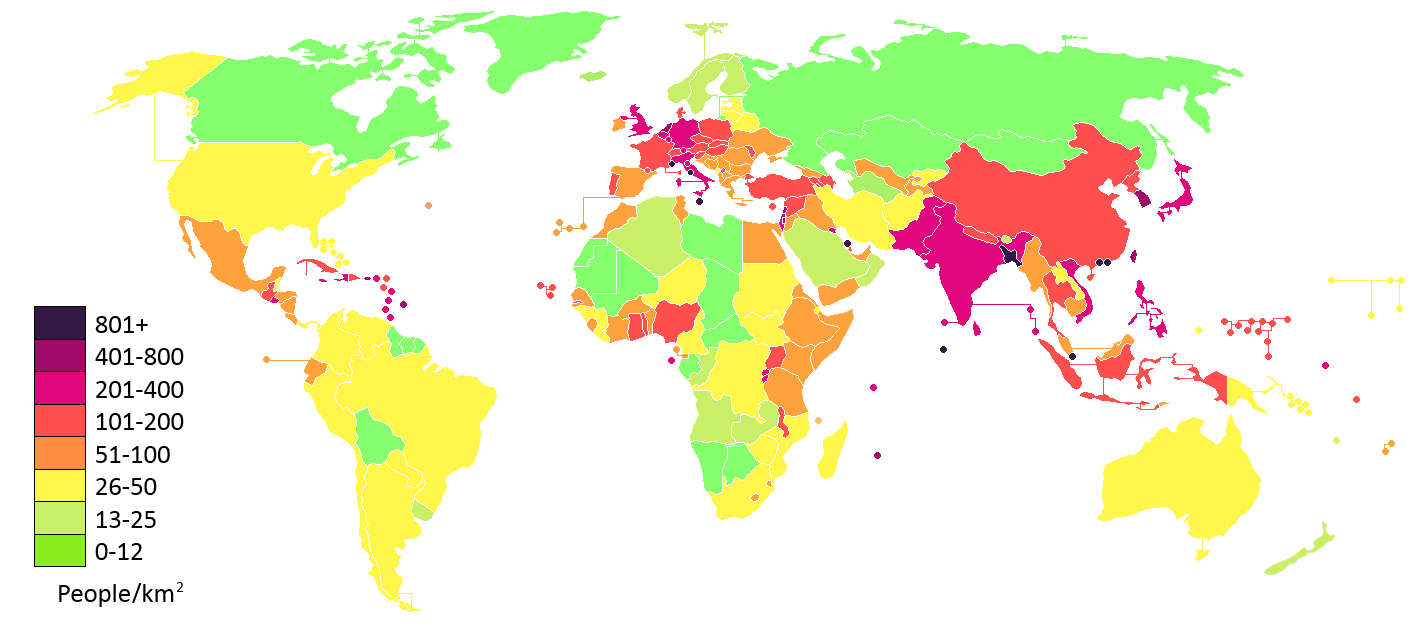
Densità della popolazione mondiale

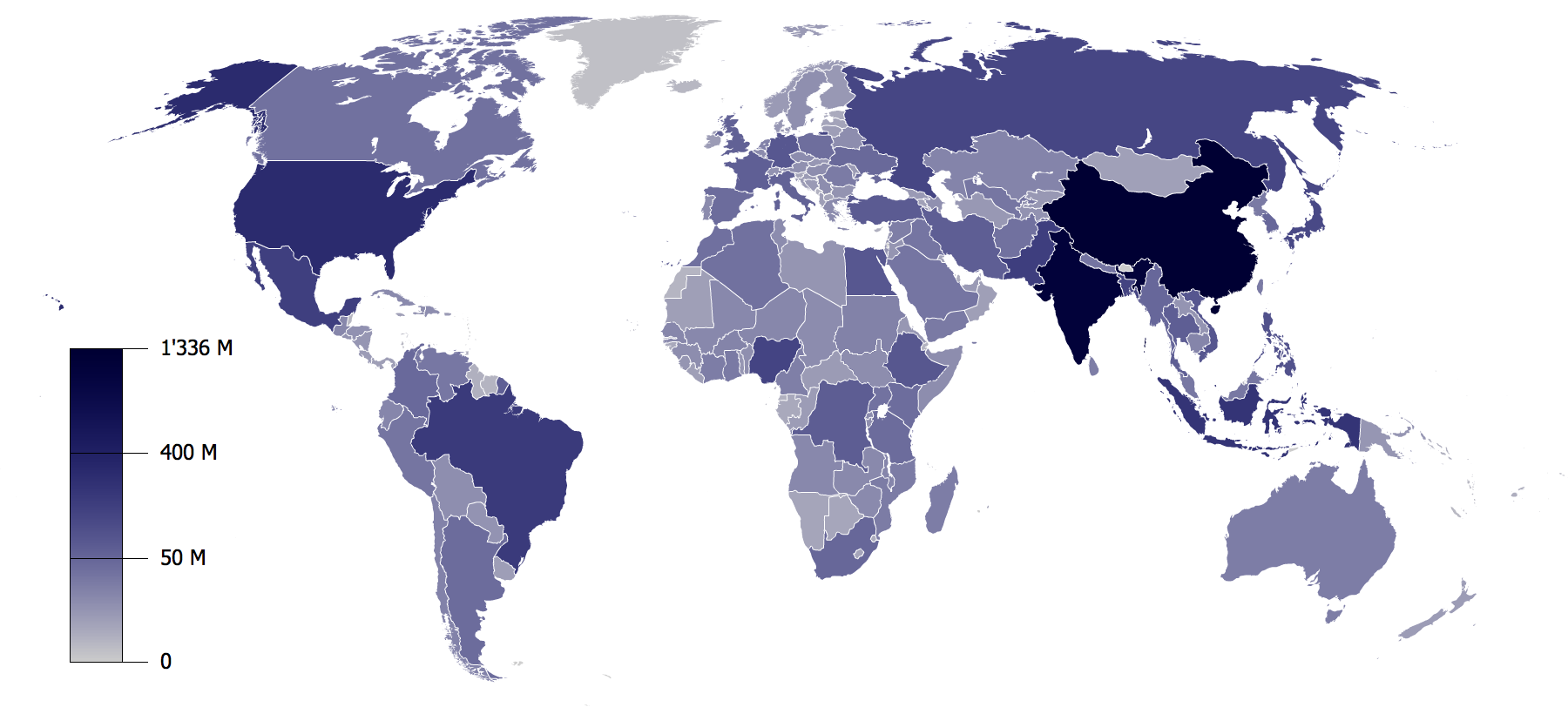
Distribuzione della popolazione mondiale (vedi Stati per popolazione).

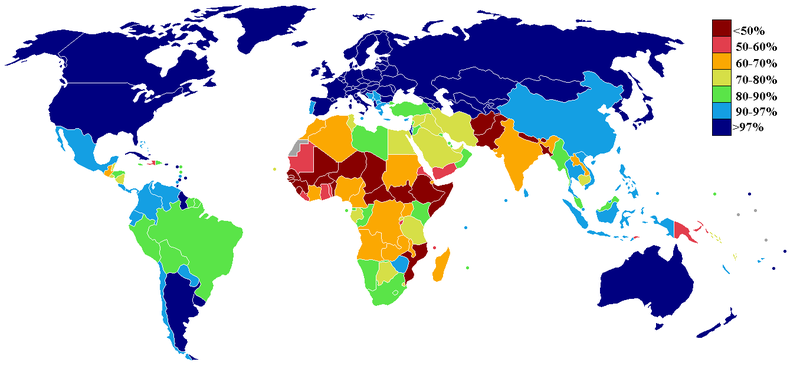
Tasso di alfabetizzazione nel mondo

### L'esplosione demografica
Si definisce tasso di crescita in un dato periodo, la differenza tra il tasso di natalità e il tasso di mortalità. La popolazione del pianeta ha superato all'inizio del XXI secolo i 6 miliardi di abitanti, l'incremento maggiore si è avuto però solo a seguito della rivoluzione agraria e poi industriale. Tale momento storico viene definito esplosione demografica. Negli ultimi decenni il tasso di crescita della popolazione mondiale ha cominciato a ridursi dal 21% al 12%. Tuttavia la densità continua ancora a crescere e questo è un trionfo dell'umanità nei confronti della lotta alle malattie, ma è anche un fenomeno preoccupante in quanto la crescita non è uniforme su tutta la terra, e spesso laddove vi sono meno risorse vi è una più forte crescita demografica. L'Europa è l'unico continente in saldo naturale negativo.

### La distribuzione geografica della popolazione
Le differenze nella crescita si riflettono sulla distribuzione dell'umanità sulla superficie terrestre. Esistono infatti parti della terra che sono completamente disabitate. La restante parte della superficie terrestre, stabilmente abitata è detta ecumene e presenta densità fortemente variabili. Il continente più densamente popolato è l'Asia, seguita dall'Europa. Mentre i valori più bassi sono quelli dell'Oceania e America meridionale. In ogni caso, tre quarti dell'umanità vivono in Eurasia.  Anche all'interno di ogni continente vi sono forti squilibri di densità. Vi sono due tipi di grandi concentrazioni umane, le prime derivano da una secolare colonizzazione agricola (regione asiatica, Messico), le seconde derivano dallo sviluppo industriale moderno (Inghilterra, Francia, Italia, Stati Uniti ecc).

### Le migrazioni
La popolazione di un territorio varia anche per il movimento migratorio, ma il saldo migratorio è un dato meno certo di quello naturale a causa della difficile rilevazione dei movimenti clandestini. Dalla fine del Novecento si assiste a un notevole incremento dei fenomeni migratori, tanto che secondo l'ONU il 20% della popolazione mondiale ha lasciato per scelta o per forza il proprio paese di origine. Fattori principali di questi movimenti sono di tre tipi: La transizione migratoria, che segue la transizione demografica, spinge il surplus di popolazione verso zone più ricche; La differenza di reddito e della qualità della vita; La mondializzazione dei trasporti e delle comunicazioni. Vi sono poi anche fattori di carattere politico come l'apertura delle frontiere interne tra organismi internazionali come l'Unione europea. L'Europa è stata storicamente un punto di emigrazione e solo negli ultimi decenni si è affermato come principale polo di attrazione mondiale. Anche la Russia ha vissuto un'esperienza analoga. Inoltre oggi si sono sviluppate nuove direttrici che passano per il Pacifico e si aggiungono a quelle storiche che passavano per l'Atlantico. Tra gli immigrati le categorie più rappresentate sono quelle dei migranti per lavoro e dei rifugiati politici. La migrazione internazionale per lavoro è vista dai paesi in via di sviluppo come un rimedio contro la disoccupazione e sottoccupazione interna. Per i paesi industrializzati gli immigrati rappresentano una manodopera poco costosa, anche se il numero di immigrati e quasi sempre superiore al numero che i paesi ospitanti sono disposti ad accogliere.

### La popolazione come risorsa economica
La popolazione di un paese può essere considerata una risorsa economica di fondamentale importanza, indicata come capitale umano. Si definisce popolazione attiva l'insieme di persone in età lavorativa. La percentuale degli attivi varia di paese in paese e il suo valore è tendenzialmente abbassato dall'abbondanza dei bambini (nei paesi poveri) o dall'abbondanza dei pensionati (paesi ricchi). La disoccupazione è un fenomeno diffuso ovunque anche se nei paesi industrializzati si attesta tra il 4% e il 10%. Nei paesi poveri non si conosce il vero tasso di disoccupazione, ma si ricorre a stime dalle quali traspare quantomeno la differenza occupazionale tra uomini e donne oltre che l'inclusione nella popolazione attiva di fasce giovanissime di popolazione. Ma oltre al numero di occupati occorre tenere conto della diversa produttività (ore di lavoro per unità di prodotto).

### La sanità e l'istruzione
Caratteristiche di notevole importanza anche dal punto di vista produttivo oltre che sociale sono sanità e istruzione. Per quanto riguarda la sanità esistono ancora forti differenze tra paesi ricchi e paesi poveri anche se questi ultimi, pur lentamente, stanno decisamente migliorando le proprie condizioni. L'istruzione è garantita a un livello di base in tutti gli stati, tuttavia non sempre l'accesso a questo servizio è possibile all'intera popolazione, pertanto l'analfabetismo è tutt'altro che scomparso.

## Organizzazione territoriale degli spazi agricoli
La superficie terrestre adibita allo sfruttamento agricolo non è casuale, anzi segue dei fattori naturali, sociali, culturali e tecnologici ben precisi. Infatti a seconda di come questi fattori si combinano tra loro nelle diverse zone del globo, si realizzano diverse strutture territoriali basate su diversi tipi di produzione agricola.

## La produzione mineraria ed energetica e gli effetti sul territorio

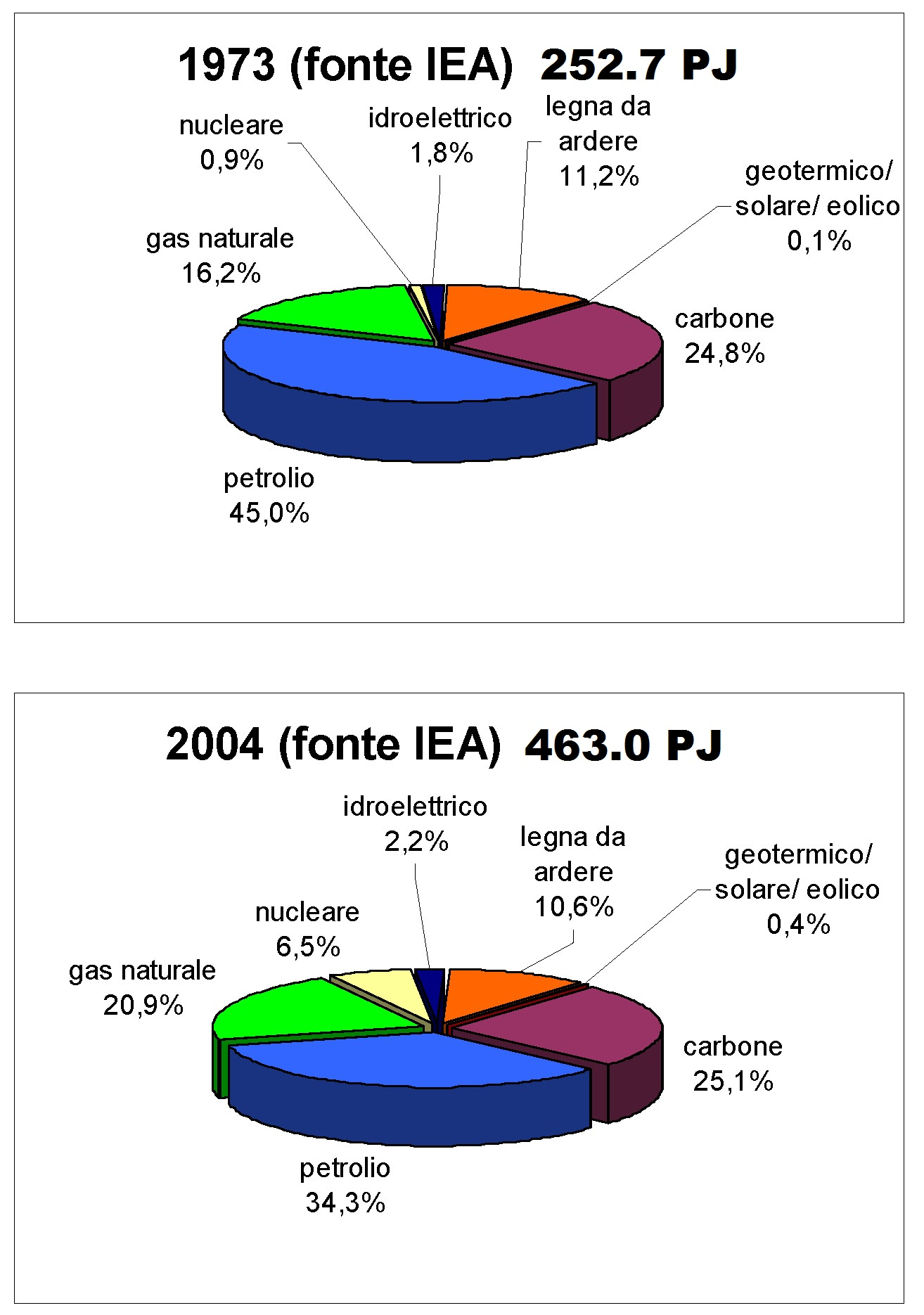
Consumi energetici mondiali, per fonte, nel 1973 e nel 2004. Fonte: International Energy Agency.

Il settore minerario ed energetico è fondamentale nello studio della geografia economica. Infatti i giacimenti di ferro e di altri minerali hanno storicamente rappresentato la posizione ideale delle agglomerazioni industriali, soprattutto prima della rivoluzione dei trasporti. Allo stesso modo, la vicinanza a fonti naturali per la realizzazione di energia idroelettrica o termoelettrica è una costante per le zone maggiormente sviluppate del pianeta.

## L'industria manifatturiera e lo sviluppo territoriale
L'attività manifatturiera è rilevante dal punto di vista geografico-economico perché essa riguarda un insieme di aspetti spaziali ed economici quali: L'approvvigionamento delle risorse, la loro trasformazione (con conseguenze per l'ambiente), e la distribuzione del prodotto finito.

## Servizi e territorio
Il settore terziario è anch'esso di notevole interesse per lo studio geografico-economico perché i servizi riguardano la circolazione spaziale della merce (mercato locale e globale), del denaro (finanza), delle persone (turismo) e dell'informazione (telematica). Inoltre anche la pubblica amministrazione attraverso determinati servizi, influisce sul territorio amministrato.

## Il turismo nello spazio geografico
Fenomeno fondamentale del settore terziario è il turismo. Esso assume una profonda valenza nello studio della geografia economica, in quanto artefice dello spostamento spaziale di persone e capitali con il risultato di cambiare anche radicalmente le prospettive economiche di una regione.
(Dino Gavinelli,)

## Flussi finanziari
Il commercio internazionale è uno dei pilastri su cui si fonda il processo di globalizzazione economica. Negli ultimi 70 anni si è avuto un aumento degli scambi commerciali di circa 40 volte in valore e 10 volte in volume. Si è verificata inoltre una tendenza di quasi tutti i paesi del mondo ad aumentare il loro grado di apertura commerciale, anche se permangono alcuni dazi e barriere doganali in alcune aree e per alcuni prodotti. La fortissima crescita del commercio globale è dovuto alla compresenza di diversi fattori tra cui: 
- lo sviluppo economico-industriale del nord del mondo;
- l'espansione delle imprese multinazionali;
- lo sviluppo delle tecnologie di trasporto e informazione.

Inoltre è da sottolineare la crescita, nello scambio commerciale mondiale, dei servizi oltre che dei beni.